# Saint-David (Québec)
Pour les articles homonymes, voir Saint-David (homonymie), Saint David et David.
Saint-David est une municipalité dans la municipalité régionale de comté Pierre-De Saurel au Québec (Canada), située dans la région administrative de la Montérégie.

## Toponymie
Cette municipalité est nommée en l'honneur de l'évêque David de Ménevie et du trappeur Jacques David. Il y a une école portant le nom Monseigneur Brunault en l'honneur de Hermann Brunault, 2e évêque du diocèse de Nicolet.

## Histoire

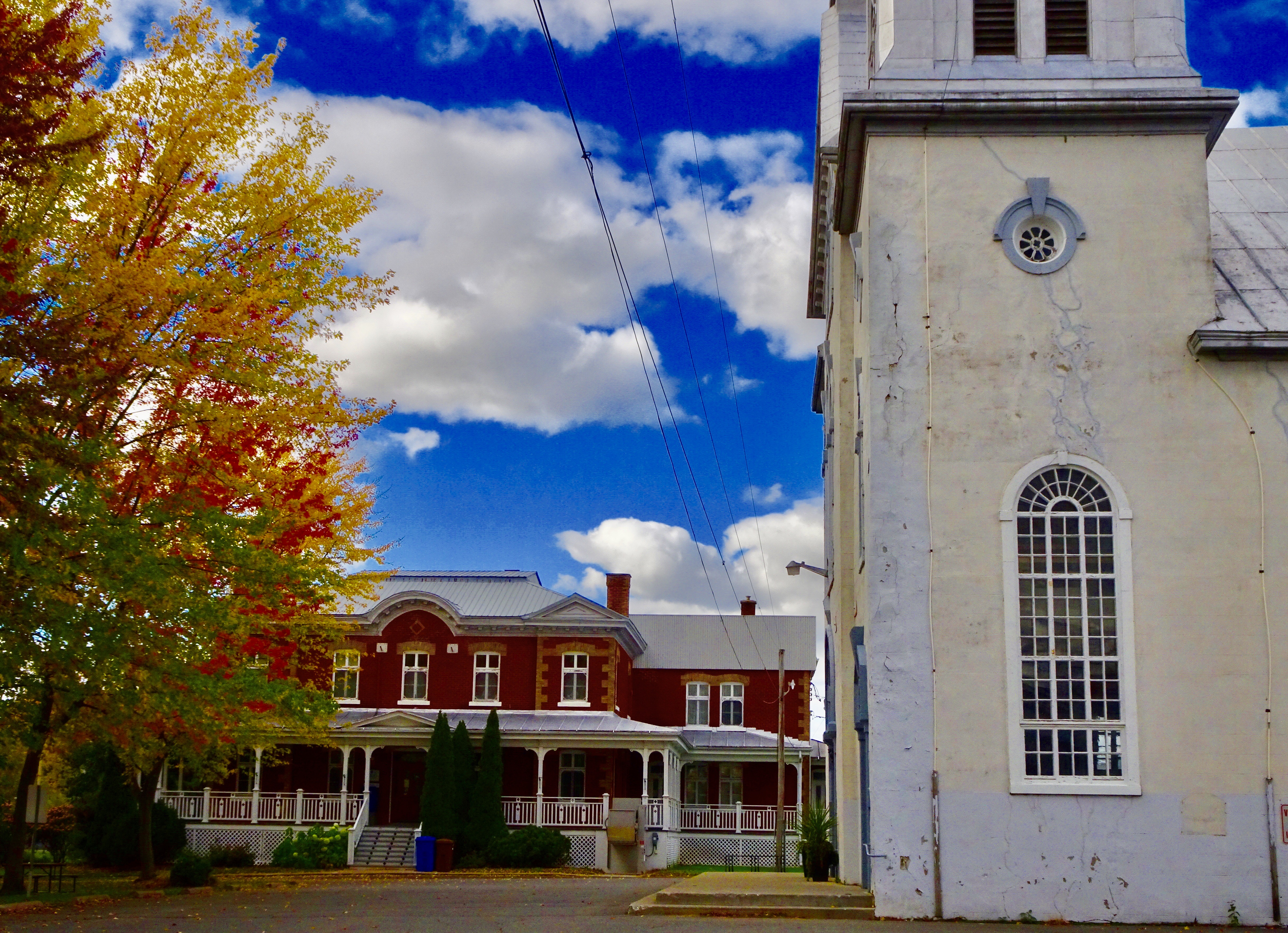
Église et édifice municipal (ancien presbytère)

La paroisse a été érigée canoniquement le 16 septembre 1831. La construction de l'église a été complétée en 1840. On y retrouve l'orgue, Opus 20, de la Maison Casavant construit en 1888. C'est le plus vieil orgue non modifié encore en fonction de ce facteur.
Le centre récréatif a été la proie des flammes le 31 décembre 2006. Ce feu a causé des dommages importants à la façade où se situait le restaurant. Le centre récréatif a été reconstruit et rouvert à l'automne 2007.La force de l'entraides des services de sécurité incendie de la région sont venus démontrer la force des pompiers volontaires en région.
Le 4 avril 2009, celle-ci changea son statut de municipalité de paroisse pour celui de municipalité.

## Géographie
D'une superficie de 92,7 km2, elle est la plus grande municipalité de la MRC Pierre-De Saurel.
La rivière Yamaska en délimite l'ouest en coulant vers le nord-est.
La rivière David y coule du sud-est au nord-ouest où elle délimite son territoire jusqu'à sa confluence avec la rivière Yamaska.

## Démographie
| 1991 | 1996 | 2001 | 2006 | 2011 | 2016 | 2021 |
| ---- | ---- | ---- | ---- | ---- | ---- | ---- |
| 965  | 873  | 883  | 794  | 832  | 817  | 872  |

## Administration
Les élections municipales se font en bloc pour le maire et les six conseillers.
| Saint-David Maires depuis 2001                                                                                       |                  |         |          |
| Élection | Maire            | Qualité | Résultat |
| 2001 | Raymond Arel     |         | Voir     |
| 2005 | Raymond Arel     | Voir    |          |
| 2009 | Raymond Arel     | Voir    |          |
| 2013 | Michel Blanchard |         | Voir     |
| 2017 | Michel Blanchard | Voir    |          |
| 2021 | Richard Potvin   |         | Voir     |
| Élection partielle en italique Depuis 2005, les élections sont simultanées dans toutes les municipalités québécoises |                  |         |          |

## Économie
Le maïs est la culture la plus importante dans la municipalité.

## Personnalités
- Pierre Bourgault, 23 janvier 1934 - Montréal, 16 juin 2003), journaliste, homme politique, professeur d'université, essayiste, éditorialiste et animateur de radio. Il a déjà habité à Saint-David.
- Armand Mondou (1905-1976), joueur de la Ligue nationale de hockey (LNH) affilié avec l'équipe des Canadiens de Montréal de 1928 à 1940. Natif de Saint-David.